# De Klas
De Klas is een Belgisch televisieprogramma van Woestijnvis dat sinds 2017 te zien is op Eén. In dit programma komt elke week een BV lesgeven aan een groep jongeren uit het vijfde middelbaar. In deze les geven de BV's les over een belangrijk maatschappelijk onderwerp en gaan ze door middel van verschillende werkvormen in dialoog met de leerlingen. Tussendoor filmen leerlingen zichzelf in hun dagelijkse bezigheden.
Het eerste seizoen werd uitgezonden van 31 januari tot 21 maart 2017. Het tweede seizoen liep van 5 september tot 24 oktober 2018. Er werd een special over kanker uitgezonden op 25 april 2019, met Thomas Vanderveken als BV. Het derde seizoen ging van start op 9 maart 2021.

## Afleveringen

### Seizoen 1
| # | Datum van uitzending | Onderwerp             | BV               | Aantal kijkers (uitgesteld) |
| - | -------------------- | --------------------- | ---------------- | --------------------------- |
| 1 | 31 januari 2017      | Liefde                | Danira Boukhriss | 859.166 (993.167)           |
| 2 | 7 februari 2017      | Geld                  | Tom Waes         | 952.832 (1.090.207)         |
| 3 | 14 februari 2017     | Afkomst en religie    | Otto-Jan Ham     | 680.947 (770.459)           |
| 4 | 21 februari 2017     | Menselijke genetica   | Lieven Scheire   | 668.623 (onbekend)          |
| 5 | 28 februari 2017     | Geweld                | Erik Van Looy    | 782.326 (886.500)           |
| 6 | 7 maart 2017         | Man-vrouwverhoudingen | Maaike Cafmeyer  | 684.567 (801.608)           |
| 7 | 14 maart 2017        | Humor                 | Philippe Geubels | 826.422 (954.246)           |
| 8 | 21 maart 2017        | Familie en opvoeding  | Siska Schoeters  | 747.018 (811.316)           |

### Seizoen 2
| #  | Datum van uitzending | Onderwerp        | BV                     | Aantal kijkers (uitgesteld) |
| -- | -------------------- | ---------------- | ---------------------- | --------------------------- |
| 9  | 5 september 2018     | Schoonheid       | Dina Tersago           | 526.636 (onbekend)          |
| 10 | 12 september 2018    | Vooroordelen     | Adil El Arbi           | 483.995 (onbekend)          |
| 11 | 19 september 2018    | Zelfontplooiing  | Jani Kazaltzis         | 423.739 (onbekend)          |
| 12 | 26 september 2018    | Klimaatopwarming | Wim Lybaert            | 578.914 (onbekend)          |
| 13 | 3 oktober 2018       | Liefde en seks   | Goedele Liekens        | 491.108 (onbekend)          |
| 14 | 10 oktober 2018      | Oudere generatie | Sven De Leijer         | 468.329 (onbekend)          |
| 15 | 17 oktober 2018      | Sociale media    | Karolien De Becker     | 476.475 (onbekend)          |
| 16 | 24 oktober 2018      | Broers en zussen | Staf & Mathias Coppens | 467.998 (onbekend)          |

### Special
| #  | Datum van uitzending | Onderwerp | BV                 | Aantal kijkers (uitgesteld) |
| -- | -------------------- | --------- | ------------------ | --------------------------- |
| 17 | 25 april 2019        | Kanker    | Thomas Vanderveken | 544.505 (onbekend)          |

### Seizoen 3
| #  | Datum van uitzending | Onderwerp       | BV                | Aantal kijkers (uitgesteld) |
| -- | -------------------- | --------------- | ----------------- | --------------------------- |
| 17 | 9 maart 2021         | Sociaal contact | Dieter Coppens    | 760.647 (831.298)           |
| 18 | 16 maart 2021        | Pijn            | Imke Courtois     | 645.262 (703.565)           |
| 19 | 23 maart 2021        | Muziek          | Bart Peeters      | 704.701 (772.467)           |
| 20 | 30 maart 2021        | Idealen         | An Lemmens        | 358.048 (onbekend)          |
| 21 | 6 april 2021         | Mode            | Charlotte Adigéry | 443.372 (onbekend)          |
| 22 | 13 april 2021        | Gelijke kansen  | Kamal Kharmach    | 687.519 (764.280)           |